# Ryder Cup 1999
La 33ª edizione della Ryder Cup si è tenuta al The Country Club nella città di Brookline, vicina a Boston, Massachusetts, dal 24 al 26 settembre 1999.
L’evento è conosciuto anche come la Battaglia di Brookline. Gli Europei si presentarono alla competizione come detentori della coppa, vinta nell'edizione del 1997 tenuta a Sotogrande. I capitani dei team erano Mark James per l’Europa e Ben Crenshaw per gli USA. La formazione americana vinse con un punteggio di 14½ a 13½.
La squadra europea fu in vantaggio fin dalla prima giornata di venerdì, quindi arrivò all’ultima giornata in vantaggio 10-6, quindi le servivano 4 punti per mantenere la coppa. La domenica, tuttavia, gli Stati Uniti vinsero i primi 6 incontri e passarono così in vantaggio di 2 punti. Sul 14-12, Justin Leonard permise ai suoi di riconquistare il trofeo pareggiando il proprio confronto contro José María Olazábal.
Durante la competizione furono numerosi gli episodi controversi che diedero adito a critiche. Il comportamento degli spettatori e degli stessi giocatori statunitensi fu infatti oggetto di rimproveri da parte dei media: se i tifosi locali insultarono ed infastidirono in varie occasioni i golfisti avversari, i giocatori di casa invasero il 17° green dopo il colpo di Leonard andato a segno, ma prima che Olazábal effettuasse il suo putt.

## Formato
La Ryder Cup è un torneo match play, in cui ogni singolo incontro vale un punto. Il formato dell'edizione 1999 era il seguente:
- I Giornata (Venerdì) – 4 incontri "fourball" (la migliore buca) nella sessione mattutina e 4 incontri "foursome" (colpi alternati) nella sessione pomeridiana.
- II Giornata (Sabato) – 4 incontri "foursome" nella sessione mattutina e 4 incontri "fourball" nella sessione pomeridiana.
- III Giornata (Domenica) – 12 incontri singolari.

Ogni incontro si disputa su un massimo di 18 buche. La vittoria di ogni incontro assegna un punto, nel caso di parità del match si assegna ½ punto a ciascuno, per un totale di 28 punti disponibili. 14½ punti sono necessari per vincere, ma 14 punti (ovvero un pareggio) sono sufficienti alla squadra che difende per mantenere la coppa.

## Squadre
| Europa                  |     |                  |                     |                                              |
| Nome                    | Età | Punti classifica | Classifica mondiale | Note                                         |
| Mark James              | 45  |                  |                     | Capitano non-giocatore                       |
| Colin Montgomerie       | 36  | 1                | 3                   | 5ª partecipazione                            |
| Lee Westwood            | 26  | 2                | 5                   | 2ª partecipazione                            |
| Darren Clarke           | 31  | 3                | 21                  | 2ª partecipazione                            |
| Paul Lawrie             | 30  | 4                | 48                  | Esordio nella Ryder Cup                      |
| Miguel Ángel Jiménez    | 35  | 5                | 45                  | Esordio nella Ryder Cup                      |
| José María Olazábal     | 33  | 6                | 24                  | 6ª partecipazione                            |
| Sergio García Fernández | 19  | 7                | 25                  | Esordio nella Ryder Cup                      |
| Jarmo Sandelin          | 32  | 8                | 73                  | Esordio nella Ryder Cup                      |
| Jean van de Velde       | 33  | 9                | 90                  | Esordio nella Ryder Cup                      |
| Pádraig Harrington      | 28  | 10               | 72                  | Esordio nella Ryder Cup                      |
| Andrew Coltart          | 29  | 12               | 66                  | Scelta del capitano, Esordio nella Ryder Cup |
| Jesper Parnevik         | 34  | 15               | 15                  | Scelta del capitano, 2ª partecipazione       |

| Stati Uniti    |     |                  |                     |                                        |
| Nome           | Età | Punti classifica | Classifica mondiale | Note                                   |
| Ben Crenshaw   | 47  |                  |                     | Capitano non-giocatore                 |
| Tiger Woods    | 23  | 1                | 1                   | 2ª partecipazione                      |
| David Duval    | 27  | 2                | 2                   | Esordio nella Ryder Cup                |
| Payne Stewart  | 42  | 3                | 8                   | 5ª partecipazione                      |
| Davis Love III | 35  | 4                | 4                   | 4ª partecipazione                      |
| Mark O'Meara   | 42  | 5                | 11                  | 5ª partecipazione                      |
| Hal Sutton     | 41  | 6                | 10                  | 3ª partecipazione                      |
| Justin Leonard | 27  | 7                | 12                  | 2ª partecipazione                      |
| Jim Furyk      | 29  | 8                | 14                  | 2ª partecipazione                      |
| Phil Mickelson | 29  | 9                | 13                  | 3ª partecipazione                      |
| Jeff Maggert   | 35  | 10               | 16                  | 3ª partecipazione                      |
| Tom Lehman     | 40  | 12               | 23                  | Scelta del capitano, 3ª partecipazione |
| Steve Pate     | 38  | 14               | 28                  | Scelta del capitano, 2ª partecipazione |

## Risultati

### I sessione
Four-ball
| Europa (bandiera)  | Risultati | Stati Uniti (bandiera) |
| ------------------ | --------- | ---------------------- |
| Montgomerie/Lawrie | 3 & 2     | Mickelson/Duval        |
| García/Parnevik    | 2 & 1     | Lehman/Woods           |
| Jiménez/Harrington | pareggio  | Love III/Stewart       |
| Clarke/Westwood    | 3 & 2     | Maggert/Sutton         |
| 2½                 | Sessione  | 1½                     |
| 2½                 | Totale    | 1½                     |

### II sessione
Foursome
| Europa (bandiera)  | Risultati | Stati Uniti (bandiera) |
| ------------------ | --------- | ---------------------- |
| Montgomerie/Lawrie | pareggio  | Love III/Leonard       |
| García/Parnevik    | 1 up      | Mickelson/Furyk        |
| Jiménez/Olazábal   | 2 & 1     | Maggert/Sutton         |
| Clarke/Westwood    | 1 up      | Duval/Woods            |
| 3½                 | Sessione  | ½                      |
| 6                  | Totale    | 2                      |

### III sessione
Foursome
| Europa (bandiera)  | Risultati | Stati Uniti (bandiera) |
| ------------------ | --------- | ---------------------- |
| Montgomerie/Lawrie | 1 up      | Sutton/Maggert         |
| Clarke/Westwood    | 3 & 2     | Furyk/O'Meara          |
| Jiménez/Harrington | 1 up      | Woods/Pate             |
| Parnevik/García    | 3 & 2     | Stewart/Leonard        |
| 2                  | Sessione  | 2                      |
| 8                  | Totale    | 4                      |

### IV sessione
Four-ball
| Europa (bandiera)  | Risultati | Stati Uniti (bandiera) |
| ------------------ | --------- | ---------------------- |
| Clarke/Westwood    | 2 & 1     | Mickelson/Lehman       |
| Parnevik/García    | pareggio  | Love III/Duval         |
| Jiménez/Olazábal   | pareggio  | Leonard/Sutton         |
| Montgomerie/Lawrie | 2 & 1     | Pate/Woods             |
| 2                  | Sessione  | 2                      |
| 10                 | Totale    | 6                      |

### V sessione
Singoli
| Europa (bandiera)    | risultati | Stati Uniti (bandiera) |
| -------------------- | --------- | ---------------------- |
| Lee Westwood         | 3 & 2     | Tom Lehman             |
| Darren Clarke        | 4 & 2     | Hal Sutton             |
| Jarmo Sandelin       | 5 & 3     | Phil Mickelson         |
| Jean van de Velde    | 6 & 5     | Davis Love III         |
| Andrew Coltart       | 3 & 2     | Tiger Woods            |
| Jesper Parnevik      | 5 & 4     | David Duval            |
| Pádraig Harrington   | 1 up      | Mark O'Meara           |
| Miguel Ángel Jiménez | 2 & 1     | Steve Pate             |
| José María Olazábal  | pareggio  | Justin Leonard         |
| Colin Montgomerie    | 1 up      | Payne Stewart          |
| Sergio García        | 4 & 3     | Jim Furyk              |
| Paul Lawrie          | 4 & 3     | Jeff Maggert           |
| 3½                   | Sessione  | 8½                     |
| 13½                  | Totale    | 14½                    |